# Bölcsföldi Viktor
Bölcsföldi Viktor (Székesfehérvár, 1988. április 10. –) magyar labdarúgó.

## Pályafutása
Bölcsföldi Viktor a Ferencváros saját nevelésű labdarúgója, de csak 2010-ben mutatkozott a felnőtt csapatban, március 13-án egy Szombathelyi Haladás elleni Ligakupa-mérkőzésen. 2011 februárjában súlyos keresztszalag-szakadást szenvedett egy BKV Előre elleni felkészülési mérkőzésén. Korábban szerepelt kölcsönben a FC Fehérvár, az FC Felcsút és a román CF Liberty Oradea csapataiban, majd felépülése után a Szigetszentmiklósi TK -ban is. 2012 márciusában egy Ferencváros II elleni bajnoki mérkőzésen másodszor is keresztszalag-szakadást szenvedett, ami miatt újra hosszú kihagyás várt rá. Áprilisban megműtötték, visszatért a zöld-fehérekhez. Sérüléseiből nem tudott teljesen felgyógyulni, így 25 évesen bejelentette visszavonulását.